# Marconi plc
A Telnet plc (1999 - 2003: "Marconi plc", 2003 - 2006: "Marconi Corporation plc") é uma empresa construtora de equipamentos para telecomunicação britânica fundada pelo físico e inventor italiano Guglielmo Marconi em 1897 como "Wireless Telegraph and Signal Company" (renomeado em 1900 para "Marconi's Wireless Telegraph Company").
Em 1946 foi adquirida pela empresa britânica English Electric (EE). Em 1968 a EE fusionou com a General Electric Company plc (não confundir com General Electric). Em 1999 a General Electric Company plc completou uma reestruturação, vendendo - entre outros - partes para a British Aerospace, e renomeou-se como "Marconi plc". Em janeiro de 2006 a empresa sueca Ericsson adquiriu a maior parte da Marconi (renomeado em 2003 para "Marconi Corporation plc"), inclusive a marca. O resto da empresa está firmando sobre a denominação "telnet plc".